# Aeroportul Regional Frederick
Aeroportul Regional Frederick (IATA: FDR, ICAO: KFDR, FAA LID: FDR) este un aeroport din Oklahoma, Statele Unite ale Americii ce deservește zona Frederick⁠(d). A fost numit după zona deservită.
Situat la o altitudine de 383 m, aeroportul dispune de 3 piste.

## Infrastructură

### Piste
Aeroportul dispune de 3 piste: 
- pista 03/21 din beton, cu dimensiunile 4.812 picioare × 60 picioare
- pista 12/30 din beton, cu dimensiunile 4.578 picioare × 75 picioare
- pista 17/35 din asfalt, cu dimensiunile 6.099 picioare × 150 picioare